# Convent de les Josefines (Girona)
El Convent de les Josefines és un convent amb església del municipi de Girona que forma part de l'Inventari del Patrimoni Arquitectònic de Catalunya. És la casa mare de la congregació de les Filles de Sant Josep o Josefines, fundada en aquest convent.

## Descripció
És un edifici situat entre carrers (plaça Lladoners, carrer Pere de Rocabertí i carrer Alemanys) en un solar immens, que anteriorment eren solars independents. S'estructura entorn d'un pati tancat interior, un jardí al mig i un altre posterior, a diferents nivells. S'accedeix pel costat de la plaça, per una porta d'arc de punt rodó de pedra i per entrada a una llarga escala paral·lela al pati petit (escala d'arcs i del 1529, traslladada a aquest lloc el 1733). Aquest cos és el que abans era el Palau del Sagristà Major de la Seu. Al pati hi ha una sala amb arcs de punt rodó i que segueixen a planta baixa, d'origen antic.
El jardinet posterior era la casa del Sagristà Segon i dona al carrer Pere de Rocabertí per una porta dovellada tapiada. A la façana principal hi trobem també l'església neogòtica. Els cossos adjacents a ella per la banda del Bellmirall els pertanyien, però es van vendre. Hi ha restes d'aparell romà i d'una finestra biforada paredada i arcs interiors, fins i tot un tros d'opis spicatum. Composicions en façana lliures, excepte al c/ Rocabertí on, d'estil neogòtic, hi ha les cel·les de les monges. L'altre cos, al jardí, és la residència de gent gran. Les monges s'ocupen de gent necessitada i tenen escola i residència.
Hi ha una galeria gòtica de quatre arquets ogivals realitzats al segle XX per lligar amb la resta, aguantats per columnetes quadrilobulades, amb capitells gòtics seriats i bases també gòtiques. Estan més baixos que el nivell del pati. Sembla que foren portades d'un altre lloc.

### Capella de la Sagrada Família
Església d'una nau, de quatre trams (el primer convertit en cor per l'església i, per sota, pas d'entrada pel convent), de traceria neogòtica, finestres apuntades amb vitralls de colors, columnetes adossades a la paret i sense arribar a terra que aguanten els arcs goticitzants de la volta. Tota està pintada al fresc. Per la banda dreta, al darrer tram, hi ha la cripta neoromànica, més baixa del nivell de l'església, feta per Isidre Bosch i pintada per Vilaró i Valls. Hi reposen les restes de Francesc Xavier Butinyà, fundador de la congregació de les Filles de Sant Josep, proclamat servent de Déu.
Hi ha un altar amb reliquiari, un retaule neogòtic de la Sagrada Família i una capella lateral modernista dedicada a la Puríssima, realitzada per Rafael Masó. L'altar va ser restaurat a finals de l'any 1906 i al 1907 es va muntar. El conjunt es compon d'una ara, un retaule, que incorpora l'escultura de la Puríssima, i un plafó ceràmic de trecadís. Tots els elements van ser realitzats a Barcelona. A més, Masó també va projectar una pica d'aigua beneita muntada al mateix any. Tanmateix, Masó no considerava aquesta reforma de l'altar major com obra personal, ja que va haver d'adaptar-se a l'estil neogòtic dels elements que es volien conservar.

## Història
Dates interiors de 1529. Ampliacions i reformes del Sagristà Major, Antoni de Bastero entre el 1697 i el 1737 (balcó datat a la façana principal). Finestres datades a la façana que reformà el 1754. El cos de les cel·les és del segle xix i la reforma de la residència de gent gran, de ben entrat el segle xx. Al jardí darrer, el pati de nens, hi ha una petita galeria de pilarets i capitells gòtics.